# Suchovršice
Suchovršice är en ort i Tjeckien. Den ligger i den nordöstra delen av landet, 120 km öster om huvudstaden Prag. Suchovršice ligger 353 meter över havet och antalet invånare är 359.
Terrängen runt Suchovršice är platt åt sydväst, men åt nordost är den kuperad. Suchovršice ligger nere i en dal. Runt Suchovršice är det ganska tätbefolkat, med 124 invånare per kvadratkilometer. Närmaste större samhälle är Trutnov, 7,3 km nordväst om Suchovršice. Omgivningarna runt Suchovršice är en mosaik av jordbruksmark och naturlig växtlighet.